# Everniastrum cirrhatum
Everniastrum cirrhatum är en lavart som först beskrevs av Elias Fries, och fick sitt nu gällande namn av Hale ex Sipman. Everniastrum cirrhatum ingår i släktet Everniastrum och familjen Parmeliaceae.   Inga underarter finns listade i Catalogue of Life.